# Amphioplus affinis
Amphioplus affinis is een slangster uit de familie Amphiuridae.
De wetenschappelijke naam van de soort werd in 1885 gepubliceerd door Théophile Rudolphe Studer.